# Christopher Wong
Christopher Wong là một nhà soạn nhạc phim người Mỹ. Ông được biết đến qua các bộ phim điện ảnh của Việt Nam và một số phim độc lập của người Mỹ gốc Á như Vượt sóng, Dòng máu anh hùng, Để Mai tính, Mắt biếc. Ông từng hai lần giảnh giải Âm nhạc xuất sắc hạng mục Phim điện ảnh tại Liên hoan phim Việt Nam lần thứ 15 và lần thứ 22.

## Sự nghiệp
Christopher học piano cổ điển từ năm 8 tuổi. Ở trường trung học, ông đã chơi piano, guitar trong các ban nhạc rock và jazz. Khi học đại học tại Đại học California ông nghĩ mình muốn trở thành một nhà soạn nhạc cổ điển. Christopher tốt nghiệp với bằng cử nhân Nghệ thuật.
Christopher gặp Hàm Trần vào năm 2002, khi được một người bạn chung giới thiệu đến làm âm thanh cho bộ phim Ngày giỗ, tác phẩm thi tốt nghiệp của Hàm. Sau khi xem bộ phim của Hàm, Victor Vũ đã đề nghị Hàm giới thiệu với Christopher, lúc này Victor Vũ đang cần một nhà soạn nhạc cho bộ phim đầu tay của mình. Thông qua Johnny Trí Nguyễn, diễn viên chính của phim Ngày giỗ, Christopher đã nhận lời phụ trách phần âm nhạc cho bộ phim Dòng máu anh hùng của Charlie Nguyễn. Dòng máu anh hùng đươc quay tại Việt Nam, còn Christopher bên mỹ viết nhạc cho bộ phim. Dù bị một chuyên gia âm nhạc trong nước chê bai các bản ảnh anh viết cho bộ phim không được "thuần Việt", Christopher Wong vẫn giành được giải Âm nhạc xuất sắc hạng mục Phim điện ảnh tại Liên hoan phim Việt Nam lần thứ 15.

## Tác phẩm
| Năm  | Phim                                  | Đạo diễn                                                                            | Chú thích |
| ---- | ------------------------------------- | ----------------------------------------------------------------------------------- | --------- |
| 2003 | Ngày giỗ                              | Trần Hàm                                                                            |           |
| 2003 | Buổi sáng đầu năm                     | Victor Vũ                                                                           |           |
| 2004 | Oan hồn                               | Victor Vũ                                                                           |           |
| 2005 | The White Horse Is Dead               | Pete Red Sky                                                                        |           |
| 2006 | Vượt sóng                             | Trần Hàm                                                                            |           |
| 2007 | Dòng máu anh hùng                     | Charlie Nguyễn                                                                      |           |
| 2009 | Thế giới huyền bí - Tình yêu bất diệt | Victor Vũ                                                                           |           |
| 2009 | Chuyện tình xa xứ                     | Victor Vũ                                                                           |           |
| 2009 | Bẫy rồng                              | Lê Thanh Sơn                                                                        |           |
| 2009 | 14 ngày phép                          | Nguyễn Trọng Khoa                                                                   |           |
| 2010 | Để Mai tính                           | Charlie Nguyễn                                                                      |           |
| 2010 | Giao lộ định mệnh                     | Victor Vũ                                                                           |           |
| 2011 | Long Ruồi                             | Charlie Nguyễn                                                                      |           |
| 2012 | Cưới ngay kẻo lỡ                      | Charlie Nguyễn                                                                      |           |
| 2012 | Thiên mệnh anh hùng                   | Victor Vũ                                                                           |           |
| 2012 | Scandal: Bí mật thảm đỏ               | Victor Vũ                                                                           |           |
| 2013 | Bụi đời Chợ Lớn                       | Charlie Nguyễn                                                                      |           |
| 2013 | Tèo em                                | Charlie Nguyễn                                                                      |           |
| 2014 | Cô dâu đại chiến 2                    | Victor Vũ                                                                           |           |
| 2014 | Quả tim máu                           | Victor Vũ                                                                           |           |
| 2014 | Scandal: Hào quang trở lại            | Victor Vũ                                                                           |           |
| 2014 | Xui mà hên                            | Ethan Trần (Trần Công Thành)                                                        |           |
| 2014 | Âm mưu giày gót nhọn                  | Trần Hàm                                                                            |           |
| 2014 | Đoạt hồn                              | Trần Hàm                                                                            |           |
| 2014 | Để Mai tính 2                         | Charlie Nguyễn                                                                      |           |
| 2015 | Bộ ba rắc rối                         | Võ Tấn Bình                                                                         |           |
| 2015 | Tôi thấy hoa vàng trên xanh cỏ        | Victor Vũ                                                                           |           |
| 2015 | Yêu                                   | Việt Max                                                                            |           |
| 2015 | Gái già lắm chiêu                     | Namcito và Bảo Nhân                                                                 |           |
| 2016 | Bao giờ có yêu nhau                   | Dustin Nguyễn                                                                       |           |
| 2016 | Home                                  | Frank Lin                                                                           |           |
| 2016 | Sút                                   | Việt Max                                                                            |           |
| 2016 | Chạy đi rồi tính                      | Namcito và Bảo Nhân                                                                 |           |
| 2016 | Fan cuồng                             | Charlie Nguyễn                                                                      |           |
| 2017 | Lôi Báo                               | Victor Vũ                                                                           |           |
| 2017 | Có căn nhà nằm nghe nắng mưa          | Jayvee Mai Thế Hiệp, Trầm Nguyễn Bình Nguyên                                        |           |
| 2018 | Chàng vợ của em                       | Charlie Nguyễn                                                                      |           |
| 2018 | Em chưa 18                            | Lê Thanh Sơn                                                                        |           |
| 2018 | Gái già lắm chiêu 2                   | Namcito và Bảo Nhân                                                                 |           |
| 2018 | 798Mười                               | Dustin Nguyễn                                                                       |           |
| 2018 | Người bất tử                          | Victor Vũ                                                                           |           |
| 2018 | Hồn papa da con gái                   | Ken Ochiai                                                                          |           |
| 2019 | Angel Sign エンジェルサイン           | Masatsugu Asahi, Ken Ochiai, Hàm Trần, Kamila Andini, Tsukasa Hojo, Nonzee Nimibutr |           |
| 2019 | Ngôi nhà bươm bướm                    | Huỳnh Tuấn Anh                                                                      |           |
| 2020 | Gái già lắm chiêu 3                   | Namcito và Bảo Nhân                                                                 |           |
| 2020 | Người cần quên phải nhớ               | Đức Thịnh                                                                           |           |
| 2021 | Made in Chinatown                     | Shing Ka, Gine Lui                                                                  |           |
| 2021 | Thiên thần hộ mệnh                    | Victor Vũ                                                                           |           |
| 2021 | Gái già lắm chiêu V                   | Namcito và Bảo Nhân                                                                 |           |
| 2022 | Mắt biếc                              | Victor Vũ                                                                           |           |
| 2022 | Cô gái từ quá khứ                     | Namcito và Bảo Nhân                                                                 |           |
| 2022 | Maika - Cô bé đến từ hành tinh khác   | Tràn Hàm                                                                            |           |

## Giải thưởng
| Năm  | Giải thưởng                        | Hạng mục         | Nhạc phim         | Kết quả   | Chú thích |
| ---- | ---------------------------------- | ---------------- | ----------------- | --------- | --------- |
| 2007 | Liên hoan phim Việt Nam lần thứ 15 | Âm nhạc xuất sắc | Dòng máu anh hùng | Đoạt giải | [ 6 ]     |
| 2021 | Liên hoan phim Việt Nam lần thứ 22 | Âm nhạc xuất sắc | Mắt biếc          | Đoạt giải | [ 7 ]     |